# Siemens Mobility
 (janvier 2023).

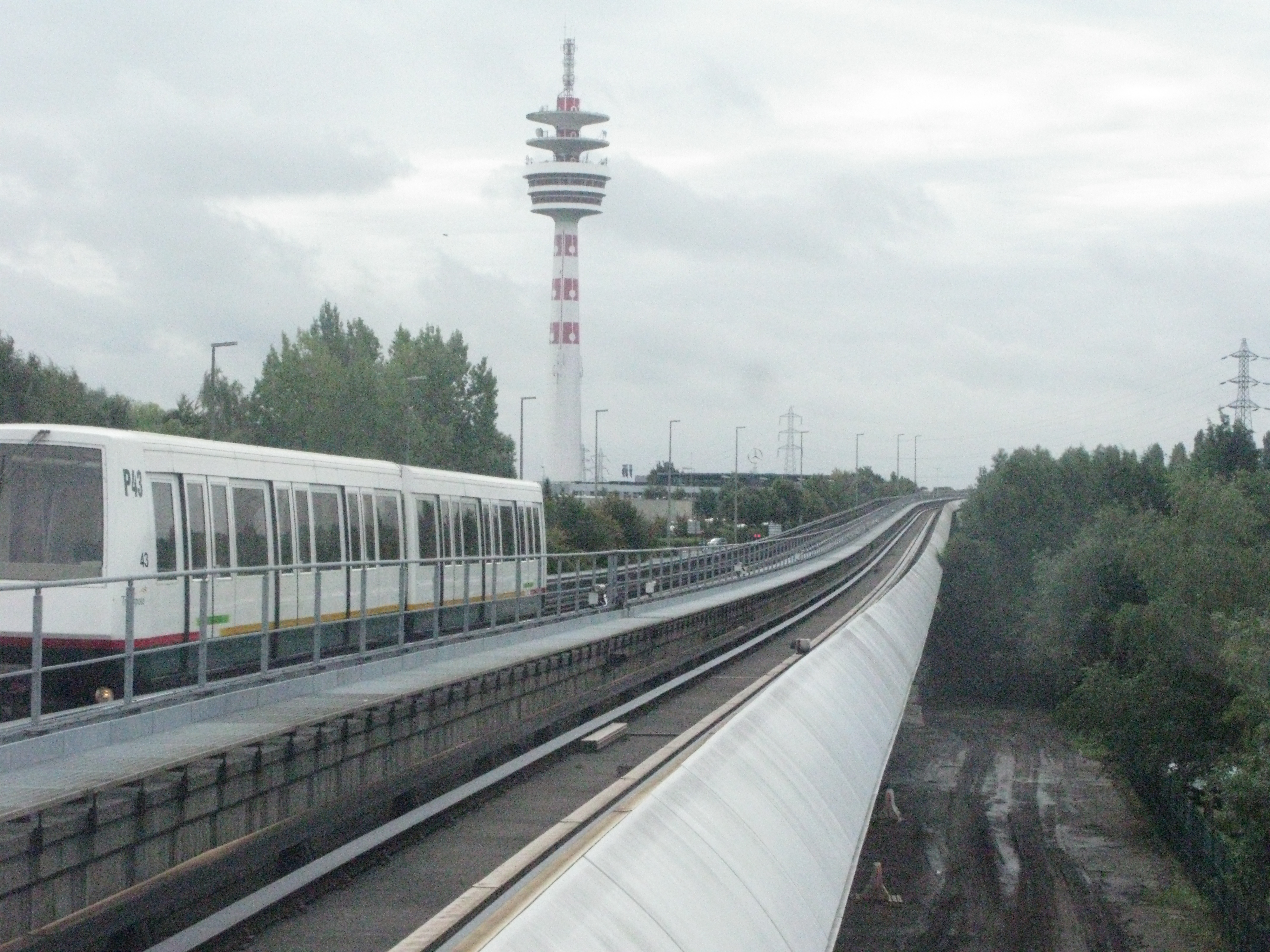
Rame VAL 206 du métro de Lille, le premier métro automatique léger (1983).

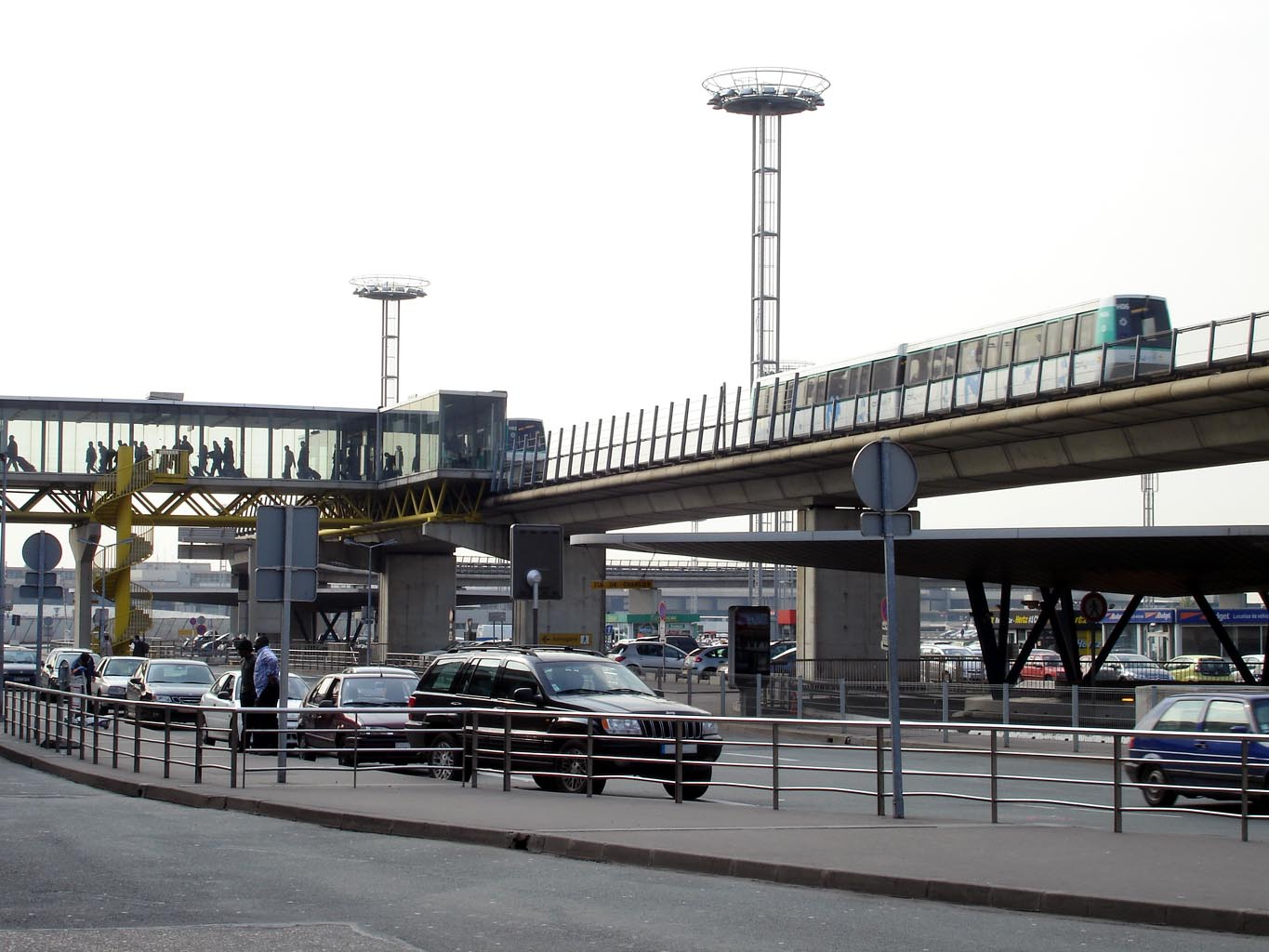
Orlyval.

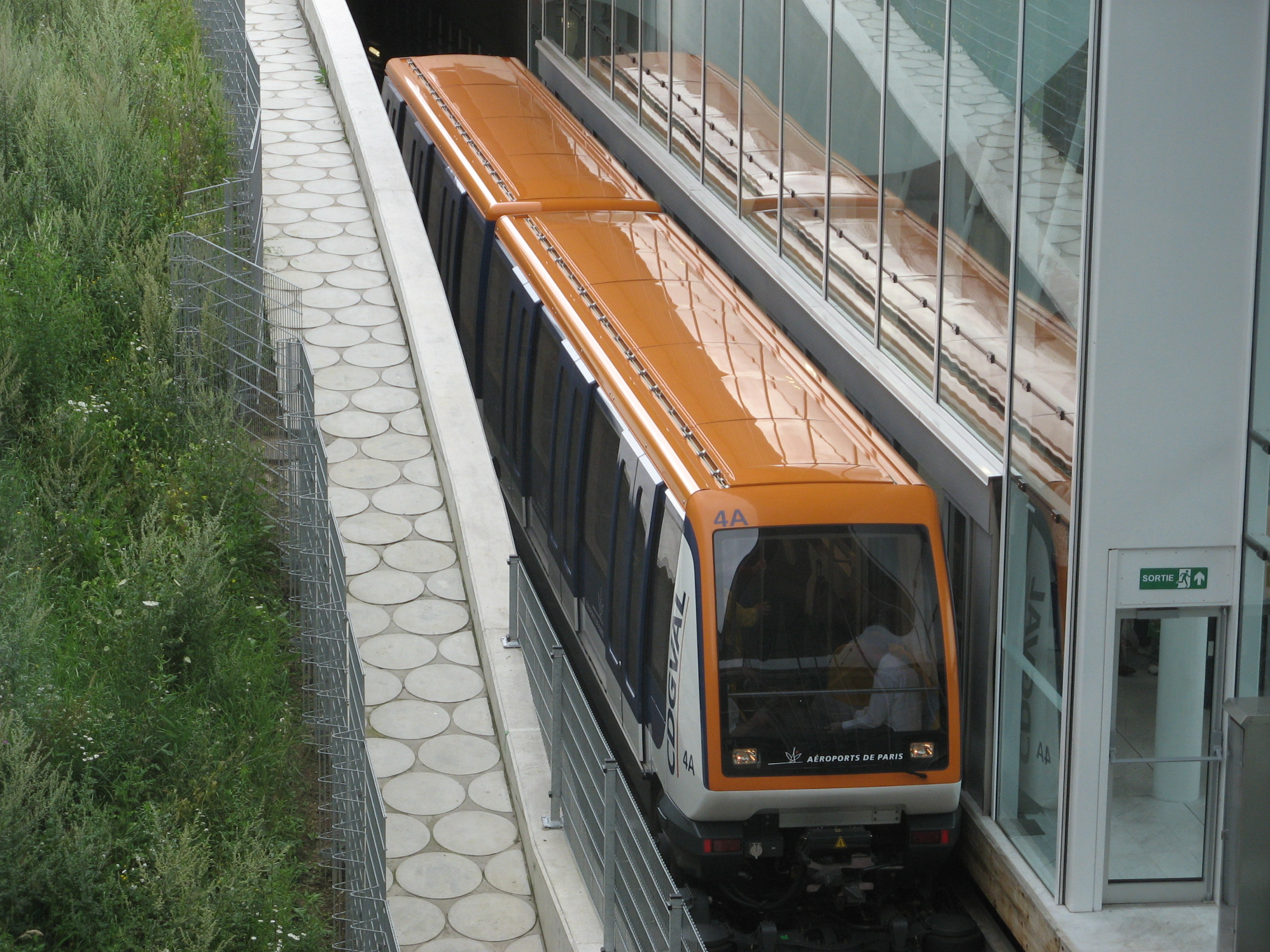
Une rame CDGVAL.

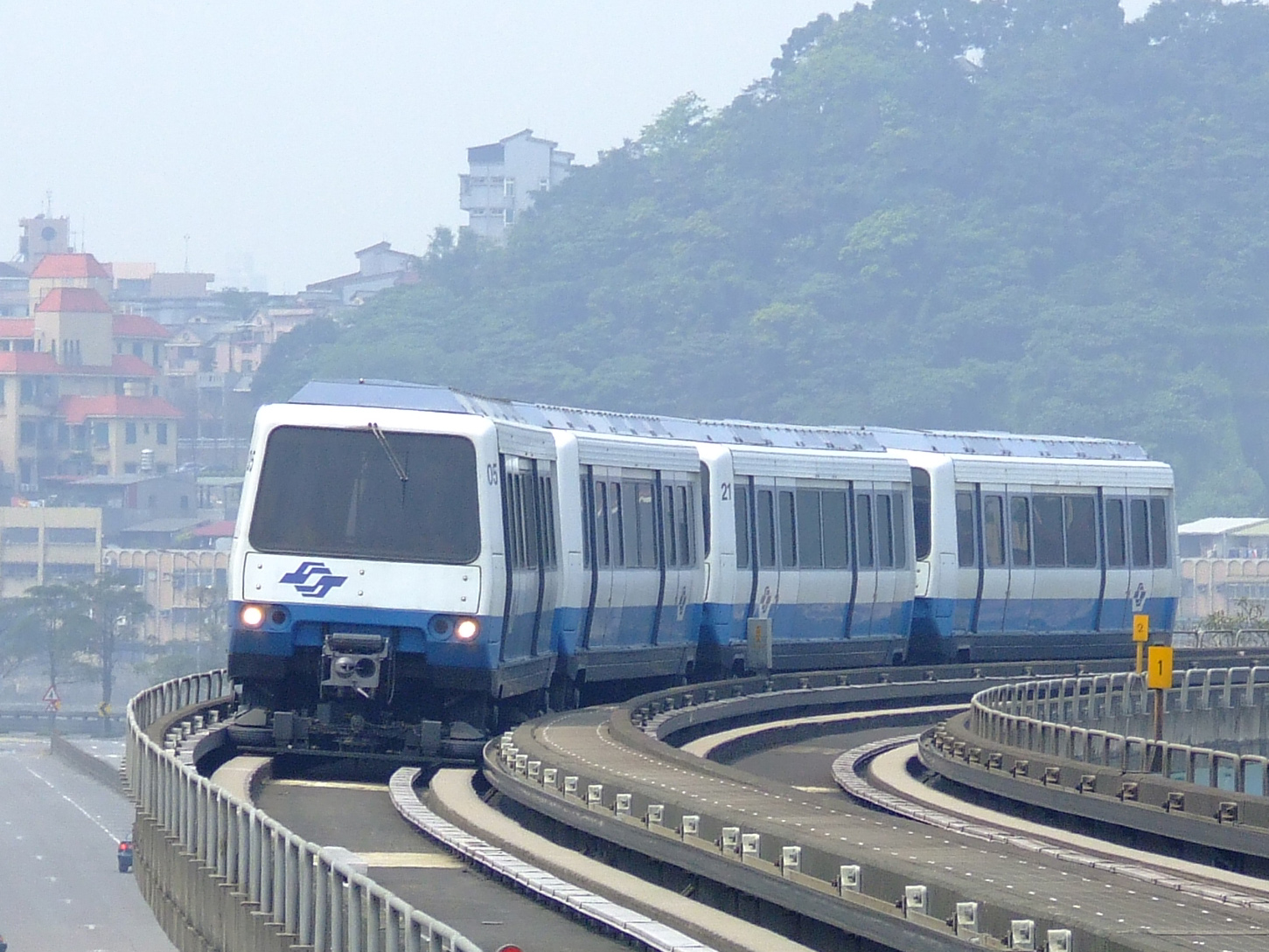
Rame VAL 256 du métro de Taipei.

Siemens Mobility est une entité indépendante du groupe Siemens spécialisée en solutions de transport : matériel roulant, signalisation et électrification ferroviaire ainsi que services et maintenance. Son siège est situé à Munich, en Allemagne.
La division française Siemens Mobility France, anciennement Matra Transport de 1985 à 2001, puis Siemens Transportation Systems (STS) de 2001 à 2010 est située à Châtillon, dans les Hauts-de-Seine.

## Historique

### Siemens Mobility
Les premiers pas de Siemens dans le ferroviaire datent de la fin du XIXe siècle, avec la création de premier train électrique au monde, lorsque Siemens & Halske a dévoilé un train dont l'énergie était fournie par les rails, et avec le premier tramway électrique au monde, avec la mise en place d'un tramway électrique de 2,5 kilomètres de long à Berlin.
L'activité du groupe dans le ferroviaire est désormais rassemblée au sein de l'entité indépendante Siemens Mobility.

### Siemens Mobility France

#### Ère Interelec
En juillet 1965, Jean-Pierre Malon fonde Interelec, société anonyme d'études et recherches du domaine ferroviaire. Le premier établissement à Paris date de 1967 avec l'installation de quatre systèmes prototypes sur le réseau de la RATP. En 1968, Interelec remporte un contrat à Mexico pour équiper la ville d'un métro automatique. La société déménage ensuite à Aubervilliers.
En 1970, Interelec équipe de la ligne 4 du métro de Paris en pilotage automatique. La société génère un chiffre d'affaires de 6 M de francs avec 80 salariés.
En 1972, Matra prend une participation au capital et entre dans son conseil d'administration. Jean-Pierre Malon reste président-directeur général. En 1973, la société grandit et s'installe à Drancy. Elle réalise un chiffre d'affaires de 13 M de francs et compte 120 salariés.
En 1974, Interelec équipe de la ligne 6 du métro de Paris en pilotage automatique avec deux nouveautés : pilotage automatique avec transmission voie-machine haute fréquence (135 kHz), suppression des relais électromécaniques remplacés par des circuits de signalisation entièrement électroniques. La majorité des autres lignes du métro parisien seront équipés en par le système de conduite automatique PA135. En 1974, la société réalise un chiffre d'affaires de 18 M. francs et compte un carnet de commandes de 120 M de francs pour 150 salariés. Matra augmente sa participation à 82 % du capital de la société.
En 1975, l'entreprise met en service le métro de Santiago du Chili et son système de pilotage automatique avec signalisation embarquée. Elle réalise un chiffre d'affaires de 32 M. francs.
En 1976, Matra confirme sa participation dans Interelec en prenant la part de la compagnie industrielle de matériel de transport (CIMT). Le chiffre d'affaires atteint 48 M de francs pour 250 salariés.
En 1978, la société met en service le métro de Rio de Janeiro : système de pilotage automatique en haute fréquence, signalisation en cabine, automatisation plus performante. Le chiffre d'affaires de l'entreprise est de 60 M. francs.
L'année suivante, la société poursuit son expansion, les contrats export prenant le relais des contrats RATP, et s'installe au Bourget tout en conservant l'établissement de Drancy. Interelec réalise alors  92 M de francs  de chiffre d'affaires dont 70 % à l'export. Marcel Mas devient le président-directeur général.
En 1980, Interelec poursuit des contrats du métro de Mexico avec la mise en service des lignes 4 à 7 et plusieurs extensions. L'entreprise développe de nouvelles techniques de sécurité avec utilisation des microprocesseurs et codage. Le chiffre d'affaires atteint 105 M de francs et l'effectif grimpe à 380 salariés.
En 1981, Interelec devient filiale directe de Matra. La société génère 167 M de francs de chiffre d'affaires avec 460 salariés. Georges Kayanakis devient directeur général.

#### Intégration progressive d'Interelec dans le groupe Matra
À la fin des années 1960, la société Matra cherche une diversification vers le secteur civil. Une petite équipe d'ingénieurs de Matra est chargée d'étudier le domaine des automatismes dans les transports publics et s'intéresse tout d'abord aux systèmes de petits métros automatiques, ce qui donnera le projet Aramis, plus tard abandonné faute de débouchés commerciaux.
En 1971, Matra gagne le rôle d'ensemblier et le lot automatismes du métro de Lille. Une équipe chargée du projet est constituée au sein de la société. Elle deviendra la branche transport. Les premiers brevets sont déposés.
En 1977, Matra et sa branche transport adopte des choix technologiques des automatismes du VAL. Le canton fixe est préféré au canton mobile déformable de Robert Gabillard. Le tracé du métro de Lille ainsi que son financement sont fixés.
En 1983, Matra vend à Alsthom-Atlantique, qui en détenait déjà 52 %, ses 43 % d'actions de la compagnie industrielle de matériel de transport (CIMT), fabriquant des caisses du VAL. L'intérêt est financier (la CIMT étant déficitaire), Matra se désengage des activités industrielles traditionnelles. Le métro de Lille est inauguré.
En septembre 1984, la branche transport de Matra est filialisée sous le nom de Matra Transport.

#### Ère Matra Transport

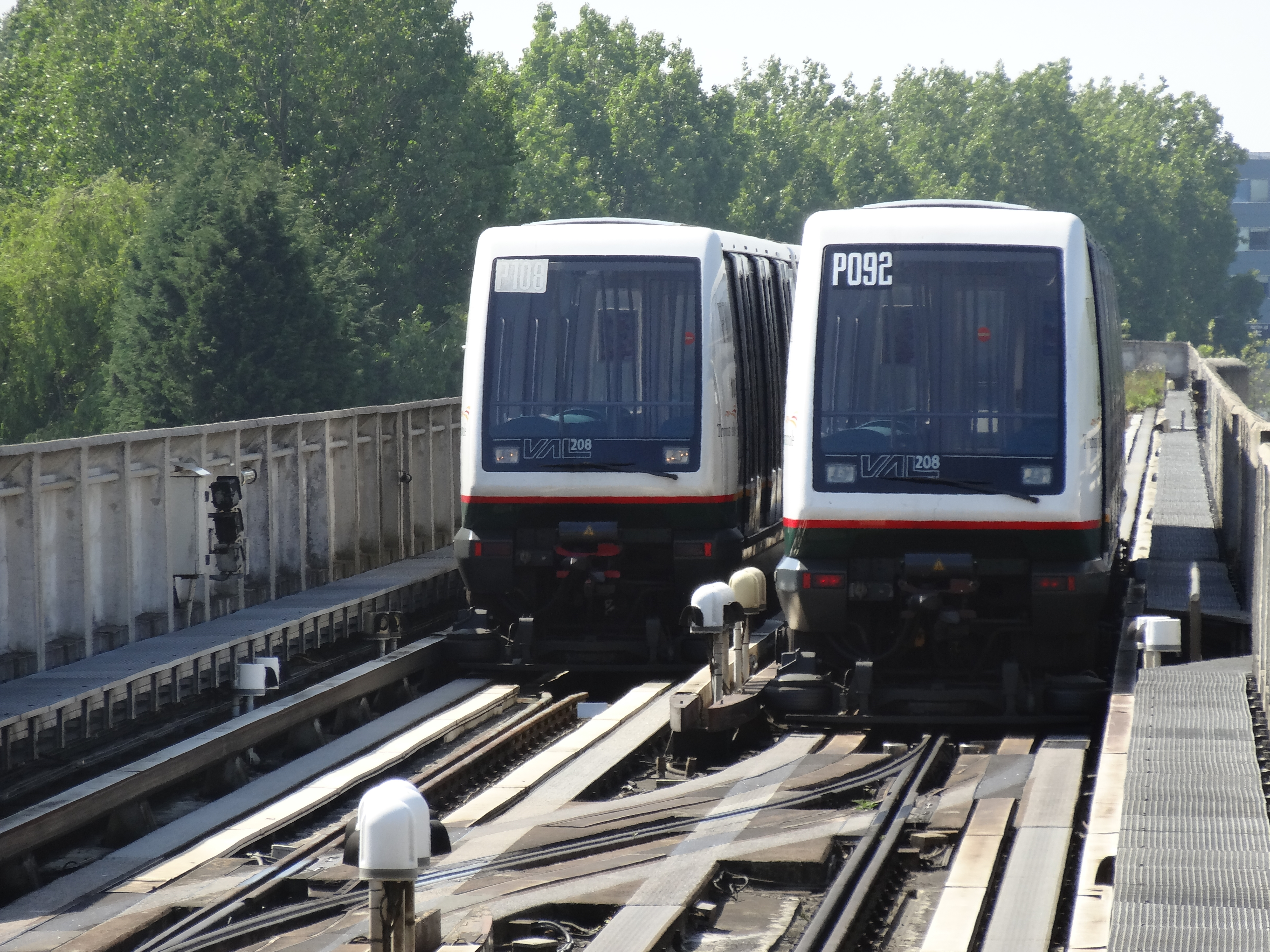
Métro de Lille.

Les deux sociétés Interelec et Matra Transport fusionnent en 1985, ce qui est validé en août par les conseils d'administration respectifs. Interelec rachète Matra Transport avec effet rétroactif au 1er janvier 1985 : la nouvelle société devient Matra Transport SA. Les effectifs se montent à 360 collaborateurs à la fin de 1985 : 140 ingénieurs et cadres, 130 techniciens et agents de maîtrise, 90 employés et ouvriers qui sont répartis entre Vanves (90), Lille (75), et Le Bourget (175). L'année suivante, le chiffre d'affaires est de 690 M francs avec 500 salariés.
En 1996, Matra prépare l'acquisition de Matra Transport par Siemens en créant Matra Transport International en janvier.
Matra Transport SA transfère ses actifs à la nouvelle société, sans le contrat de Taipei dont la gestion reste à sa charge. La société Matra Transport SA sera radiée début 2011. Siemens France SA achète 50 % des actions de Matra Transport International en février qui devient donc filiale commune entre les deux sociétés.
En septembre 1998, la participation de Siemens France SA atteint 95 % du capital de Matra Transport International. Didier Roussel devient président en septembre 1999. Le chiffre d'affaires dépasse le milliard de francs (178 M€) avec 600 salariés.

#### Ère Siemens
En 2001, Siemens France SA achète les 5 % d'actions encore détenues par Matra Transport SA et la société devient, en novembre 2001, Siemens Transportation Systems. En 2006, la société déménage à Châtillon, dans les Hauts-de-Seine.
En 2007, le chiffre d'affaires est de 323 M€ dont 21 % à l'étranger et son résultat net de 21 M€. L'entreprise compte 700 salariés.
En 2008, Siemens Transportation Systems (STS) génère un chiffre d'affaires de 226 M€ avec 750 salariés dont plus de 500 ingénieurs et cadres. Didier Roussel quitte la présidence de STS, remplacé par Friedrich Smaxwill en décembre. Eric Cazeaux remplace Friedrich Smaxwill en octobre 2009.
Au 1er avril 2010, Siemens Transportation Systems fusionne avec la maison-mère Siemens SAS (France) et devient sa division Industry / Mobility (Siemens SAS - I & MO). Éric Cazeaux devient alors directeur de la nouvelle division.
Au 1er octobre 2011, la branche Mobility est dissociée du secteur Industry de Siemens pour rejoindre le nouveau secteur Infrastructure & Cities et dépend alors de deux divisions : Mobility and Logistics (Siemens SAS - IC MOL) et Rail Systems (Siemens SAS - IC RL).
Le 1er octobre 2014, les deux divisions créées trois ans plus tôt sont fusionnées pour devenir Siemens Mobility SAS, filiale directe de Siemens AG.

#### Projet avorté Siemens-Alstom
En septembre 2017, Alstom et Siemens Mobility annoncent leur projet de fusion : l'exécution finale du projet est assujettie à l'accord des actionnaires d'Alstom et des régulateurs et devait se concrétiser à la fin de l'année 2018. La nouvelle entreprise devait prendre le nom de Siemens-Alstom.
Le 6 février 2019, l’Union européenne oppose son veto à la fusion d’Alstom et Siemens.

## Activités

### Activités dans le monde

#### Organisation
L'activité de Siemens Mobility est répartie en quatre unités :
- Customer services : prestations de services pour les systèmes ferroviaires, incluant le matériel roulant et les infrastructures
- Rail infrastructure : signalisation et électrification ferroviaire
- Rolling stock : matériel roulant ferroviaire
- Turnkey : construction de systèmes ferroviaires complets

L'entreprise comptait auparavant une cinquième unité dédiée aux systèmes de transport intelligents pour la route, Intelligent Traffic Systems, qui a été transformée en une entité séparée appelée Yunex Traffic en février 2021,. Cette société a été rachetée par le groupe italien Atlantia SpA (devenu Mundys SpA) le 17 janvier 2022.
Siemens Mobility compte 38 500 employés dans le monde et a réalisé 9,1 milliards d'euros de chiffre d'affaires en 2021. En 2023, la Société annonce l'agrandissement de son usine de Munich-Allach qui passera de 50 000 m2 à 80 000 m2, afin de mieux répondre à l'accroissement des commandes pour ses locomotives sur le marché en Europe, et d'augmenter sa productivité en fabriquant plus de 300 locomotives chaque année.

#### Matériel roulant
Siemens Mobility conçoit plusieurs types de matériel roulant ferroviaire :
- Train régional Desiro et Mireo, ce dernier existant en variantes batteries (Mireo Plus B) et hydrogène (Mireo Plus H)
- Train à grande vitesse Velaro équipant notamment l'Eurostar (e320) ou l'ICE allemand
- Locomotives Vectron, Eurosprinter, Charger
- Tramway Avenio, Avanto
- Rames tractées Viaggio existant en variante train de nuit qui équipe par exemple ÖBB avec ses trains Nightjet

#### Grands projets
En 2022, Siemens Mobility annonce avoir conclu un contrat de 8,1 milliards d'euros pour équiper l'Égypte d'un réseau ferroviaire, incluant des portions de lignes à grande vitesse, ce qui en fera à terme le sixième réseau à grande vitesse dans le monde.
En 2023, Siemens Mobility gagne un contrat de 3 milliards d'euros en Inde, où l'entreprise fournira à la compagnie publique indienne de chemins de fer 1200 locomotives. L'assemblage des locomotives aura lieu à l'usine d'Indian Railways à Dahod dans l'État indien du Gujarat. Le contrat pour la livraison des locomotives a une durée de 11 ans et est accompagné d'un contrat de maintenance de 35 ans.

### Activités en France

#### Organisation
En France, Siemens Mobility compte 780 employés répartis sur trois sites :
- Châtillon : siège de l'entité française Siemens Mobility SAS et centre mondial de compétences pour les automatismes de contrôle ferroviaire CBTC
- Toulouse : centre mondial de compétences pour les métros automatiques sans conducteur de type VAL
- Lille : site d'ingénierie

Siemens Mobility SAS a réalisé un chiffre d'affaires de 177 M€ en 2021.

#### Projets en France
- Métro automatique sans conducteur de type VAL : métro de Toulouse, métro de Rennes, métro de Lille, CDGVAL de l'aéroport de Paris-Charles-de-Gaulle, Orlyval de l'aéroport de Paris-Orly. Les projets les plus récents sont équipés avec le produit Neoval.
- Le pilotage automatique analogique PA135 pour le métro de la RATP
- Système de conduite SACEM (Ligne A du RER parisien)
- Automatismes de conduite ferroviaire de type CBTC avec la solution Trainguard MT CBTC : ligne 1 du métro de Paris, ligne 4 du métro de Paris, ligne 14 du métro de Paris, Grand Paris Express (ligne 15, ligne 16, ligne 17) mais également la ligne E du RER de Paris dans le cadre du projet NExTEO